# Сократические школы
Сократи́ческие школы — философские школы, созданные учениками Сократа в IV веке до н. э. Представителей этих школ принято называть сократиками. Сократические школы имели зачатки современных школ: сменяемый руководитель, регулярные занятия, письменные сочинения учеников.

## Школы и их основатели
К сократическим школам В. Ф. Асмус относит 4 школы:
1. Мегарская школа (Мегарики) — основатель Евклид из Мегары;
2. Элидо-Эретрийская школа — основатель Федон из Элиды.
3. Киренская школа (Киренаики) — основатель Аристипп из Кирены;
4. Киники — основатель Антисфен;

## Ученики Сократа, не основавшие школ
Диоген Лаэрций перечисляет отдельных учеников, которые не дали начала отдельным школам. Это:
- Главкон
- Кебет
- Критон
- Менедем
- Симмий
- Симон-кожевник
- Эсхин

Из учеников Сократа часто отдельно называют:
- Платон и созданная им Платоновская Академия
- Ксенофонт — не философ, но автор сочинений, говорящих нам об учении Сократа